# Margaret Preston

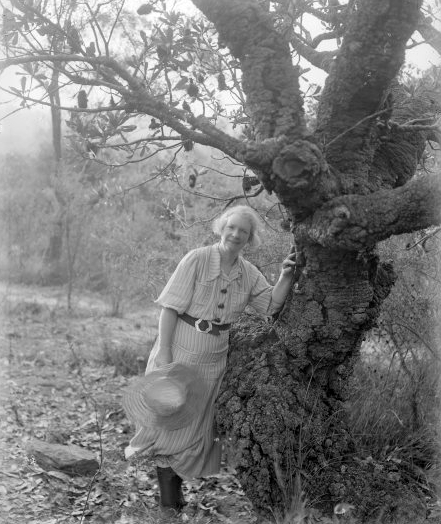
Margaret Preston (1936)

Margaret Preston (Margaret Rose McPherson) (* 1875 in Adelaide; † 28. Mai 1963 in Mosman, Sydney) war eine bedeutende australische Malerin und Grafikerin.

## Leben
Sie war die älteste Tochter von David McPherson, einem Marine-Ingenieur, und Prudence Cleverdon (geb. Lyle). Bis 1885 lebte die Familie in Sydney. 1888 begann Margaret eine künstlerische Ausbildung beim Maler William Lister Lister; 1893 nahm sie ein Studium an der National Gallery School of Design in Melbourne auf.
1894 zog sie vorübergehend nach Adelaide; 1896 kehrte sie nach Melbourne zurück. Dort studierte sie an der National Gallery School of Painting bei Lindsay Bernard Hall. 1898 besuchte sie Kurse bei Harry Pelling Gill an der School of Design in Adelaide. Dank des Erbes von ihrer Mutter konnte sie 1903 ein Atelier eröffnen und nach Europa reisen. In München besuchte sie eine Kunstschule für Frauen; anschließend zog sie nach Paris, wo eines ihrer Werke im Salon de la Société des Artistes Français angenommen wurde. Seit dieser Zeit entwickelte sie eine Kunstform, die sehr dekorativ oder abstrakt war und die auf den europäischen Malstilen und dem japanischen Ukiyo-e basierte. Im Jahr 1920 heiratete sie William Preston. 
Margaret Preston, eine der bedeutendsten Künstlerinnen Australiens, war eine Schlüsselfigur in der Entwicklung der modernen Kunst in Sydney von den 1920er bis zu den 1950er Jahren. Sie war bekannt für ihre Gemälde und Holzschnitte von Landschaften und der einheimischen Flora, äußerte sich öffentlich zur australischen Kultur und setzte sich für einen unverkennbar australischen Stil ein, der auf Prinzipien und Motiven der modernistischen Kunst, der Kunst der Aborigines und der asiatischen Kunst basierte.

## Ausstellungen
- 1914 Exhibits at the Royal Academy and the New English Art Club, London
- 1915 Society of Women Artists exhibition, London
- 1925 Thea Proctor and Margaret Preston joint exhibition, Grosvenor Galleries and selected tour
- 1942 William Dobell and Margaret Preston joint exhibition, Art Gallery of New South Wales
- 1946 Australian Women Painters, Art Gallery of New South Wales
- 1975 Australian Women Artists: 1840–1940, Ewing and George Paterson Galleries and selected tour
- 1980 The Art of Margaret Preston, Art Gallery of South Australia
- 1985–86 Margaret Preston: The Art of Constant Rearrangement, Art Gallery of New South Wales
- 1987 Art and the West, Art Gallery of New South Wales
- 1988 The Great Australian Art Exhibition, touring
- 1988 The Face of Australia, touring
- 1993 A Century of Australian Women Artists: 1840–1940, Deutscher Fine Art, Melbourne
- 2000 Australian Icons, Art Gallery of New South Wales
- 2000–01 Modern Australian Women: 1925–1945, Art Gallery of Western Australia, National Gallery of Australia, S.H. Ervin Gallery and Ballarat Fine Art Gallery
- 2001 Federation: Australian Art and Society: 1901–2001, National Gallery of Australia
- 2002 Margaret Preston in Mosman, Mosman Art Gallery
- 2012: A brief history of collapses; dOCUMENTA (13), Kassel[1]

## Auszeichnungen
- 1929 Art Gallery of New South Wales, für ihre Selbstporträts
- 1937 Paris International Exhibition, Silbermedaille

## Sammlungen
- National Gallery of Australia, Canberra und weitere staatliche Sammlungen
- Regionale Sammlungen in Australien und Neuseeland
- Sammlungen an Universitäten Australiens
- Yale University Art Gallery